# Коллажная техника в фильме Яна Шванкмайера «Возможности диалога»
«Возможности диалога» —  короткометражный фильм чешского художника, скульптора, кинорежиссёра Яна Шванкмайера, снятый в 1982 году.

## Сюжет
Фильм разделен на три самостоятельных диалога: «Вещественный диалог», «Страстный диалог», «Исчерпывающий диалог». Ян Шванкмайер поднимает тему социального взаимодействия, критикуя человеческие пороки [1].
В первом диалоге - "Вещественный диалог", появляются попеременно три фигуры: набор продуктов питания, кухонная утварь, канцелярские товары.  Сначала два антропоморфизированных набора продуктов питания и кухонной утвари движутся навстречу друг другу. Последний пережевывает оппонента и выплёвывает его в измельченном виде. Эта же закономерность дублируется, когда набор канцелярских предметов вступает в конфликт с набором металлических предметов (кухонная утварь). Набор измельченных продуктов питания в свою очередь также раздробил на мелкие части набор канцелярских предметов. В заключительных схватках сначала сходятся наборы продуктов питания и кухонной утвари, а затем стычка происходит между набором кухонной утвари и канцелярских предметов. Процесс дезинтеграции продолжается до тех пор, пока измельченные кусочки не приблизятся к форме глиняного человека, лишенного каких-либо отличительных характеристик [4].
Личности трех фигур проливают свет на специфику критики Шванкмайера: первая, кажется, изображает аграризм, вторая — индустриализм, а третья — жизнь литераторов, возможно, наиболее тесно связанную с буржуазией. В этой серии революций человечество разрушает свою уникальность, что придает «Исчерпывающему диалогу» Шванкмайера критический вес. Понимание Карлом Марксом классового антагонизма является предметом критики Шванкмайера [4].
В «Страстном диалоге» две глиняные фигуры мужчины и женщины сливаются в любовном порыве. Герои становятся практически неотличимы друг от друга. Ян Шванкмайер умело манипулирует формами, используя технику покадровой анимации (она же применена и в двух других частях фильма). После полового акта герои становятся связанными нежелательными последствиями. Этот возникающий антагонизм становится лишь прелюдией, поскольку после герои начинают вырывать друг у друга лица. То, что началось как экстатическая страсть, заканчивается взаимным уничтожением. Шванкмайер скептически относится к надеждам на романтическое удовлетворение не меньше, чем к преимуществам революции, посеянной в классовом конфликте [4].
Финальный «Исчерпывающий диалог» происходит между двумя гармонично взаимодействующими мужскими бюстами, извлекающими изо рта различные дополняющие друг друга предметы. Например, один герой достаёт кусок хлеба, а другой намазывает на него сливочное масло. Обмен продолжается до тех пор, пока герои не начнут предлагать друг другу конкурирующие объекты, что приведет к взаимоуничтожению обоих бюстов [4].
Ян Шванкмайер подчеркивает глупость человеческого взаимодействия на уровнях власти (политической), секса (межличностной) и капитала (финансового) [4].

## Общая характеристика коллажного метода в искусстве и в кино
Коллаж (от франц. слова «сollage» – наклеивание) – технический прием в изобразительном искусстве, предполагающий наклеивание на какую-либо основу материалов, отличающихся от нее по цвету и фактуре. Коллажем также называется произведение, целиком выполненное этим способом. В изобразительное искусство коллаж был введен кубистами, футуристами и дадаистами, практиковавшими приклеивание к холсту обрывков газет, фотографий, кусков ткани [1]. Целью применения техники коллажа является создание нового целого из разнородных материалов, соединенных конфликтным образом [2]. 
В разрезе кино коллажный принцип стоит рассматривать как нестандартную организацию визуального ряда, раскрывающуюся через драматургию, монтаж и композицию внутри кадра. Коллаж использовался в кинолентах художников дадаистов и сюрреалистов.
Коллажи дадаистов наилучшим образом выражали отрицание искусства как приятного для глаза изображения жизни. В отличие от тщательно продуманных соотношений форм в искусстве, в коллаже подчёркивались элементы случайного, импровизированного, которые, как считали дадаисты, более присущи жизни, чем искусству [3].
Абсурд, ирония, стирание границ между явью и сном, эксперименты с неожиданными комбинациями музыки, слов, фактур — все эти элементы являются характерными чертами сюрреалистических фильмов художников дадаистов. Коллаж в кино создаётся через сопоставление не связанных между собой кадров, фрагментов и изображений.
Последователями дадаистов были сюрреалисты. Их привлекало отсутствие связи между отдельными элементами коллажа, что составляло прекрасную параллель миру сна, свободных ассоциаций и других проявлений подсознательного, которые они стремились раскрыть [3].

## Коллаж в фильме Яна Шванкмайера «Возможности диалога»
В «Вещественном диалоге» коллажный приём заложен во внутреннем строении героев, собранных из канцелярских предметов, овощей, фруктов, мучных изделий, а также посуды и столовых приборов. Для демонстрации разрозненности составных элементов в коллажном строении двух оппонентов зрителям показано, как продукты питания уничтожаются металлическими предметами. Из хаоса герои возвращаются в человекоподобный образ вновь и вновь до тех пор, пока не станут однородной массой, лишенной всякой индивидуальности.
В промежуточном «Страстном диалоге» коллаж применяется для демонстрации слияния мужчины и женщины в любовном порыве. Их головы, а потом и тела, срастаются в единую композицию, напоминающую художественные мазки на полотне, которые впоследствии комбинируются с изображением отдельных частей тела, что работает на реализацию коллажной техники в данном эпизоде.
В третьем «Исчерпывающем диалоге» коллаж показан через динамичную комбинацию разрозненных предметов. Взаимодействие персонажей с предметами режиссёр приравнивает к диалогу между людьми. Причём в первой половине эпизода слияние показано гармонично (к карандашу один из мужских бюстов предлагает точилку, к зубной щётке — пасту), но когда герои меняются местами, то их сотрудничество из четко отлаженной работы превращается в хаос, передающийся через абсурдные сюрреалистические комбинации: например, на хлеб намазывается зубная паста, а зубная щётка приходит в негодность после того, как её измельчила точилка для карандашей.
Ян Шванкмайер через экспериментальное комбинирование сюрреалистических форм: кухонная утварь, еда, глина, металл, анимирует объекты, собранные из разнородных материалов. Огромное внимание уделено не столько созданию единых объектов, сколько воспроизведению их разложения через конфликтные диалоги героев. Как художник, чешский режиссёр изображает этапы сотворения произведения искусства. Режиссёр прибегает к крупному плану в трёх диалогах, для того чтобы раскрыть психологическое состояние героев через мимику, взгляды и жесты. Тактильные ощущения переданы через работу со звуком. Например, речевой акт оппонентов из первого диалога сопровождается утрировано громким звуком скрежета металлических предметов. Таким образом, коллаж, использующийся преимущественно в статичном изобразительном искусстве, через динамику движения раскрывает свой потенциал на экране.
Фильм Яна Шванкмайера «Возможности диалога» благодаря гениальности формы, амбициозности темы и смелости критики заслуженно может считаться одним из величайших достижений эпохи.